# Mildred Couper
Mildred Couper fue una compositora, pianista, profesora y teórica musical americana. También presidió la Sociedad de Música de Santa Bárbara y fue cofundadora de la Music Academy of the West. Se conoce por ser pionera en la experimentación con la microinterválica de cuartos de tono.

## Biografía
Mildred Couper nace en Buenos Aires, Argentina y pasa su infancia en Lomas de Zamora con su familia. Sus padresel banquero Reginald Cooper y la cantante de ópera Harriet Cooper emigran de Inglaterra para a instalarse en Argentina. El matrimonio tuvo ocho hijos, siendo Mildred la séptima.
A los 13 años, entra en el Williams Conservatory of Music, Buenos Aires, pero se traslada a Europa tras la muerte de su padre. Continúa sus estudios en el conservatorio de Karlsruhe. Después estudia en Roma y finalmente, en París. En la capital francesa recibe clases de piano de Moritz Moszkowski y estudia composición con Nadia Boulanger. También estudia en Académie de la Grande Chaumière.
Se casa con el artista expatriado estadounidense, Richard Couper. Pasaron los primeros años de matrimonio en Roma. Ella tocaba el piano durante las exposiciones de pintura que su marido ofrecía en su casa. El matrimonio tuvo dos hijos, Clive y Rosalind. La familia se muda a Estados Unidos durante la Primera Guerra Mundial y se instalan en Nueva York en 1917. Un año más tarde, Richard Couper muere de gripe española. Mildred dará clases de piano durante nueve años en la David Mannes Music School además de dar conciertos, tanto en Nueva York como en sus alrededores.
Durante una visita al artista argentino Malcolm Turnbull en California, decide instalarse ahí. En 1927 se establece en Santa Bàrbara, con una invitación para enseñar en las Cate School y Crane School. Es entonces cuando comienza a experimentar con la microinterválica de los cuartos de tono. La asociación de la comunidad d'arts de drama (Drama Branch of the Community Arts Association), dirigida por Irving Pichel, le encarga componer la música para la obra de teatro "Marco Millions" de Eugene O'Neill, que se interpretará en el Lobero Theatre en abril de 1930. Mildred rechaza la idea de utilizar el sistema de 24 notas ya que la obra estaba inspirada en Oriente.
Mildred Couper adquiere en 1946 una finca en Mission Canyon que transforma en sala de conciertos. Ahí tendrán lugar diversos recitales y representación de obras. Tal será el interés por promover la creación artística en Santa Bárbara que será conocida como "Sra. Música". Un año después fundara, junto con otros mecenas, la Music Academy of the West Archivado el 25 de febrero de 2016 en Wayback Machine.. En 1960 Couper es elegida presidenta de la Santa Barbara Music Society. Continuará como compositora e intérprete en numerosos conciertos tanto en Santa Bárbara como en los Estados Unidos.

## Obras principales[1]

### Piano solo
- This is the way the Farmers Ride (1927)
- Tambourina (1928)
- The Fawn in the Snow (1928)
- Python (1928)
- Gitanesca (1934)
- Nine Muses (1939)
- Autumn Dialogue (1940)
- The Irish Washerwoman Variations (1942) (también para dos pianos o para a orquesta)

### Música de cambra
- And on Earth Peace (1930), para dos pianos , celesta, viento madera y voz
- Rumba (1932), para dos pianos
- Dirge (1937), para dos pianos
- Anacapa and Prelude (1937), para dos pianos
- Quintet (1940), para oboe, violín, viola, violonchelo y piano.
- The NIghtingale (1950), para piano, flauta, oboe, dos violines, viola, violonchelo y narrador
- Fantasy for Cello and Piano (1953), para violonchelo y piano
- Monteverde Suite (1954), para piano y clavecín.
- Introduction and Scherzo for String Quartet (1958), par  cuarteto de cuerdas

### Orquesta
- Xanadú (1930), ballet

## Xanadú
La primera obra que compone utilizando los cuartos de tono es el ballet Xanadú.
Primero se incorpora a la obra "Marco Millions". Más tarde, Xanadú volverá a interpretarse en Estados Unidos (San Francisco, Monterey, Carmeli Mission Canyon). Después de una representación del ballet en Santa Bárbara, el Pro-Arts Quartet invita a la compositora a interpretar la obra en Bruselas.
El éxito de Xanadú motivará a Couper a continuar con el estudio de los cuartos de tono. Diversos artistas, como por ejemplo, Martha Grahamo Malcolm Thurburn, le encargan obras utilizando este nuevo sistema. Harry Partch se interesa por la compositora en 1932 al escuchar hablar de Xanadú y viaja a Santa Bárbara para hablar de microtonalitat y de la adecuación de los instrumentos a este nuevo nuevo recurso. Couper servirá de inspiración para Henry Cowell, pues en 1937, este publica su obra  Dirge.  Esta obra es para dos pianos, afinados con una diferencia de cuarto de tono entre ellos y tuvo mucho éxito tanto en Estats Units como en Europa.